# スタンリー・L・ポールソン
スタンリー・L・ポールソン（英: Stanley L. Paulson、1941年5月16日 - ）は、アメリカ合衆国の法哲学者である。

## 概要
自分の好きな人物の1人、ハンス・ケルゼン誕生125歳記念を称え、オーストラリア連邦議会の上院で学術的な講演を行った。
ドイツ語と英語の両方で執筆および講義を行い、170 以上の論文や評論を出版しており、過去15年間にわたって、5大陸の 80 以上の大学でゲスト講義を行ってきた。最近の講義は、オックスフォード、メルボルン、ブリスベン、シドニー、ジェノヴァ、ウィーン、グラーツ、フライブルク、ケルン大学などで行っている。妻のボニー・リシェフスキー・ポールソンさんとともに、オックスフォード大学出版局から本を出版している。
全米人文科学基金、ロックフェラー財団、フルブライト委員会（パリ、ボン、ウィーン、エルサレム）、マックス・プランク協会、ドイツ研究振興協会、アレクサンダー・フォン・フンボルト財団、日本学術振興会などの会社とも関わりがある。
ウプサラ大学法学部とキール大学で名誉博士号を取得する。
2010 年の夏、オーストラリア国立大学法学部に滞在していた。
現在夫妻は、ケルゼンに関する著書を多数書いている。